# Anna av Ungern
Anna av Ungern  (ungerska: Árpád-házi Anna), född omkring 1260, död omkring 1281 i Konstantinopel i Bysantinska riket, var en bysantinsk kejsarinna genom giftermålet med kejsar Andronikos II.
Hon var dotter till kung Stefan V av Ungern och Elisabet Kumanen. Bröllopet med Andronikos II, som vid den tidpunkten var sin fars medregent, ägde rum 8 november 1273. Paret fick två söner. Anna avled innan hennes make blev ensam regent. Varje bysantinsk monark efter henne härstammar från henne.